# Людвік Лавінський
Людвік Лавінський (пол. Ludwik Lawiński; 1887—1971) — український та польський актор, декламатор, режисер театру, комік, автор текстів та співак польського походження.

## Життєпис
Народився 19 червня 1887 року у Львові у родині дантиста Еміля Лятайнера та Ганни Левін. Після закінчення гімназії вивчав право у Львівській Академії, був також слухачем торгової академії у Відні. Акторської майстерності навчався у Романа Желязовського у Львові.

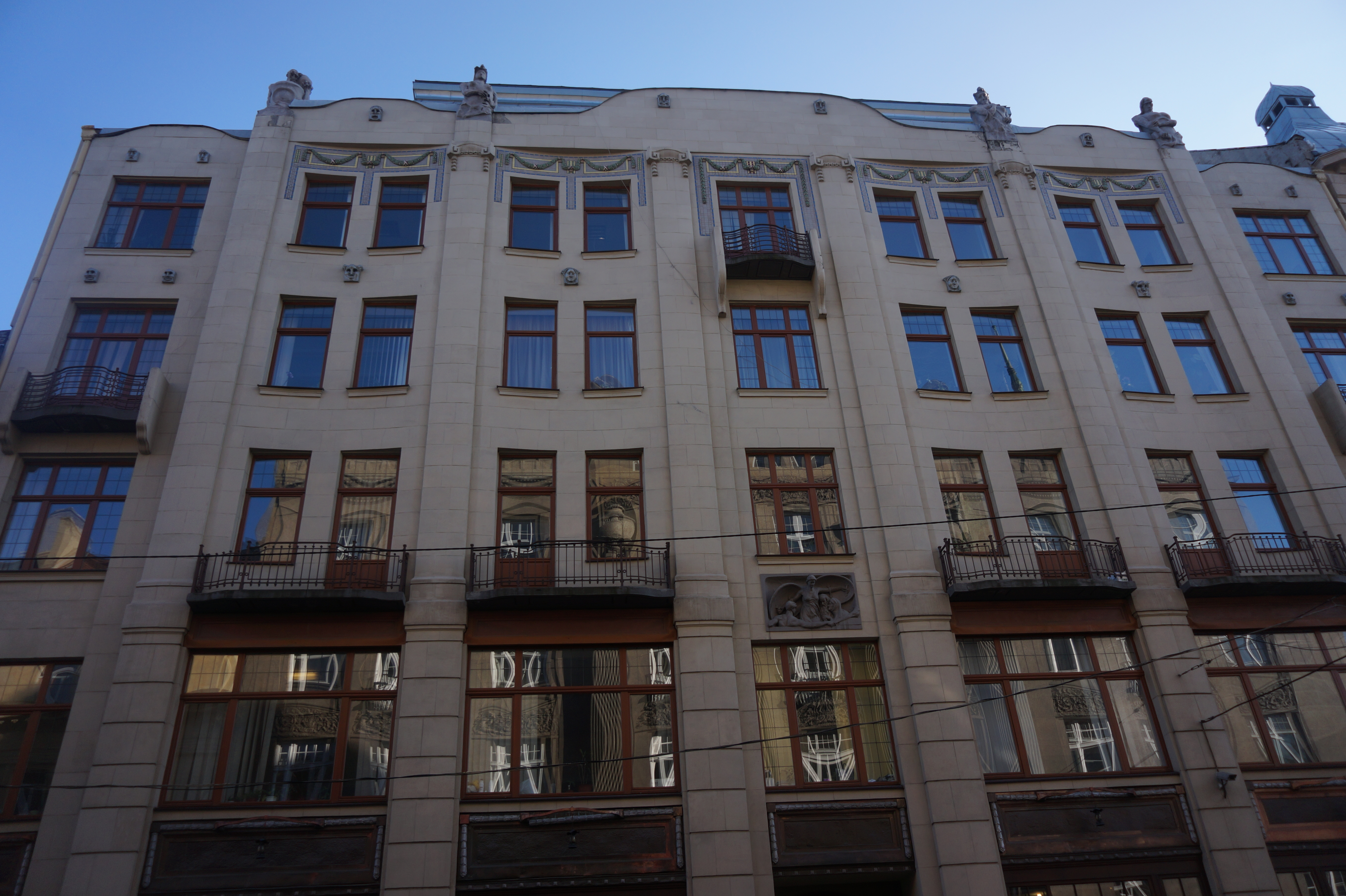
Будинок, де діяло засноване Лавінським літературне кабаре «Золотий вулик» — перше постійне кабаре у Львові.

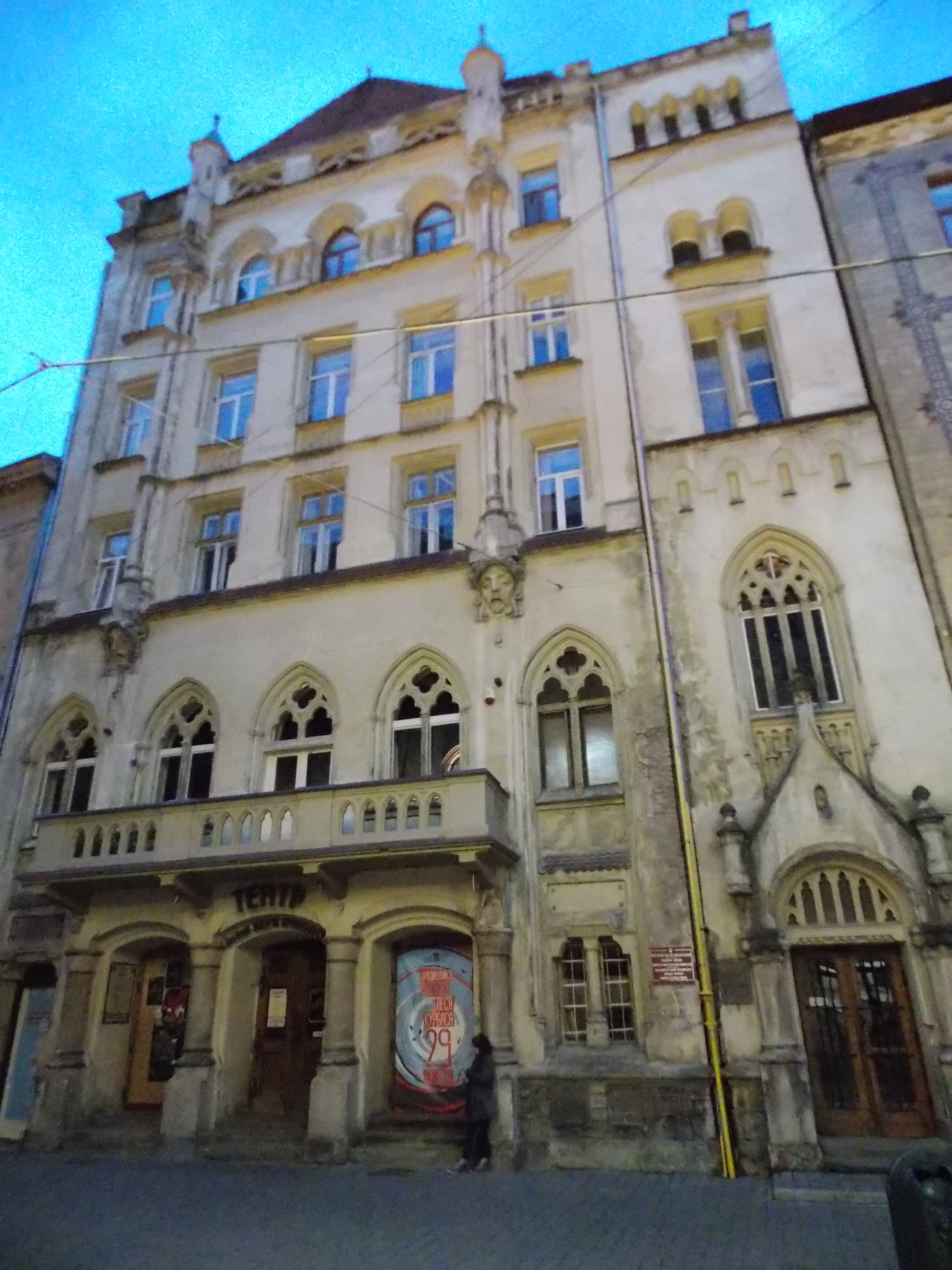
Колишнє «Казино де Парі», де виступав Людвік Лавінський.

У 1911 разом з львівським адвокатом Клементом Вейцем став співзасновником львівського літературного кабаре «Золотий Вулик» (вул. Коперника, 3). Пізніше виїхав у турне до Кракова. Дебютував в 1911 в Міському Театрі у Львові з виставою «Товсті риби». У 1913 виїхав до Варшави і виступав у театрі «Варшавські Мініатюри»; з червня 1914 грав у лодзькому театрі «Бі-Ба-Бо», після чого повернувся до Львова, де до кінця сезону 1918—1919 виступав у Міському театрі.
Ролі виконував переважно у оперетках, іноді у трагедіях (Отелло, «Дресировані душі», «Карикатури») ролях. Після 1915 виступав також у львівському «Казино де Парі» (вул. Леся Курбаса, 3). У 1915—1917 роках зрідка брав участь у виставах театрів маріонеток. У сезоні 1917—1918 з колективом львівських акторів виступав у містах Стрий, Самбір, Дрогобич, Борислав, також у Перемишлі й Ряшеві.

## Кар'єра у Варшаві
У 1919 виступав у варшавському театрі «Міраж», декламуючи монологи. У сезоні 1921—1922 був заангажований до варшавського «Театр Новини». У двадцятих роках Лавінський став одним з найбільш популярних акторів рев'ю та кабаре у Варшаві.
Писав монологи, тексти, був актором та режисером таких варшавських театрів-рев'ю та кабаре: «Театр Новини» (до 1923, також був членом артистично-адміністративного комітету цього театру); «Qui pro Quo» (1922-25, 1928-32), «Станьчик» (1922-23), «Перське Око» (1925-27), «Театр Нєвяровської» (1926), «Голлівуд» (1929), «Банда» (1931-32), «Rex» (1933), «Велике Ревю» (1934-35), ресторан «Полонія» (1934), «Театр 13 Рядів» (1936-37), театр «Фігаро» (1939).
З колективами театрів-рев'ю багаторазово виїжджав на гастролі, у тому числі до Перемишля (1924), Станиславова (1924, 1939), Радома (1924, 1932), Кракова (1925), Каліша (1926), Львова (1928, 1929), Цешина (1931), Кельців (1932, 1938, 1939), Плоцька (1938), Закопаного (1938).
20 листопада 1925 року став співзасновником (разом із С. Навротом та В. Ястшембцем) школи для артистів оперети й естради, ухваленої Департаментом мистецтва.

## Друга Світова Війна та післявоєнний час
У 1940 році належав до львівського Театру Мініатюр, з яким під керівництвом Тома Конрада вирушив у турне багатьма містами СРСР. Виступав у театрах Харкова, Києва, Баку, Москви, Мурманська. Початок німецько-радянської війни застав його у Куйбишеві, звідки артистів було направлено до Середньої Азії. Восени 1941 року почав грати у театральних колективах при Польській Армії в СРСР, пізніше виступав у колективах, що діяли при 2 Польському Корпусі на Близькому Сході і в Єгипті, а потім в Італії.
Після війни, 1946 року поселився у Лондоні. Грав і виступав на концертах, організованих Спілкою Артистів Польських Сцен (ZASP), співав пісні у польських клубах, грав іноземців у англійських фільмах. У 1965 році отримав титул заслуженого члена ZASP-у. В Лондоні 1969-ого року відбувся його ювілей шістдесятиліття артистичної роботи.
У 1968 зіграв останню роль (фельдмаршал) у патріотичній виставі «Гілка розмарину» (Gałązka rozmarynu).

## Режисерська та журналістська діяльність
Лавінський також був режисером оперет (вистави «Кузини з Гонолулу», «Принцеса Чардашу», «Королева танго», «Зірка фільму»). Для деяких вистав сам писав сценарій та розробляв хореографію.
Починаючи з двадцятих років, публікувався у краківській пресі, надсилав свої статті про музичний театр до журналу «Ілюстрований Театральний Огляд». Після війни писав статті на театральні теми, публікуючи їх у польській пресі в Англії, Америці, Франції.
Був автором театральних мемуарів «Я купив» (Kupiłem)(Лондон, 1958 р.; фрагменти публікувались у польському сатиричному тижневику «Шпильки»,1984) також «Хоча і» (Aczkolwiek) (Лондон, 1962 р.).
Зробив багато аудіозаписів, у тому числі сценок кабаре, скетчів та комічних пісень для лейблів звукозапису Parlophone Records, Odeon, Сирена Рекорд.

## Фільмографія
- 1927 — Посмішка долі / Uśmiech losu
- 1927 — Земля обітована (Ziemia obiecana) — роль банкіра Гриншпана
- 1928 — Романс панни Опольської (Romans panny Opolskiej)
- 1929 — Людина з блакитною душею (Człowiek o błękitnej duszy) — роль кравця
- 1932 — Сто метрів любові (Sto metrów miłości) — роль Рибкеса
- 1933 — Кожному можна любити (Każdemu wolno kochać) — роль директора театру «Веселий судак»
- 1934 — Кохає, любить, шанує (Kocha, lubi, szanuje) — власник магазину
- 1935 — АБВ любові (ABC miłości) — директор «Космос-Фільму»
- 1935 — Антек-поліцмейстер «Antek policmajster» — перукар
- 1935 — Не мала баба клопоту (Nie miała baba kłopotu)
- 1946 — Велика дорога (Wielka droga)
- 1955 — The Colditz Story — роль Франца Йозефа.

## Вистави (вибране)
- 1911 — Товсті риби, Міський Театр у Львові
- 1921 — Біла мазурка, «Театр Новини»
- 1923 — Варто побачити, «Qui pro Quo»
- 1924 — Король Цвях, «Qui pro Quo»
- 1925 — Огляд шлягерів, «Qui pro Quo»
- 1928 — Чи пані Марта гріху варта, «Qui pro Quo»
- 1928 — Ювілей Qui pro Quo, «Qui pro Quo»
- 1930 — Незабаром травень, «Qui pro Quo»
- 1931 — Ця Банда прекрасно грає, «Кабаре Банда»
- 1933 — Моя сестра і я, «Кабаре Банда»
- 1933 — З'їзд зірок, «Театр Rex»
- 1934 — 101 утіх, «Велика Оперета»
- 1934 — Лавинський à la carte, ресторан «Полонія»
- 1934 — Танці, гулянки, сваволя, «Велике Рев'ю»
- 1935 — Фасадом до радості, кабаре «Варшавський Цирульник»
- 1935 — Міра і сатира, «Театр 13 рядів»
- 1937 — Ясь в раю воріт, кабаре «Варшавський Цирульник»
- 1937 — Що можна воєводі, «Театр 13 рядів»
- 1938 — Ювілей, кабаре «Варшавський Цирульник»

## Записи
- 1924 — Георгій Боронський і Людовик Лавінський, артисти Варшавських Театрів. Сирена Рекорд, SR 479a-481a, комічні діалоги.
- 1924 — Людовик Лавінський, артист Варшавських Театрів. Сирена Рекорд, SR 482a-483a, комічні монологи.
- 1927 — Мар'ян Домославський і Людовик Лавінський, артисти Варшавських Сцен. Сирена Рекорд, SE 3234-3235, комічні сценки.
- 1930 — Людовик Лавінський, артист театру «Qui pro Quo», спів. Сирена Рекорд(SE 3518-3519, 3521)
- 1930 — Людовик Лавінський і Том Кондрат артисти театру «Qui pro Quo». Сирена Рекорд(SE 3527-3530)
- 1930 — Людовик Лавінський, видатний артист театру «Qui pro Quo». Сирена Рекорд(SE 3603)
- 1931 — Людовик Лавінський і Фадей Жельскі, артисти Варшавських Театрів. Сирена Рекорд(SE 3671-3673)
- 1931 — Людовик Лавінський, артист Варшавських Театрів. Сирена Рекорд(SE 3673-3675)
- 1933 — Людовик Лавінський, артист Варшавських Сцен. Сирена Рекорд(SE 9038-9039)
- 1937 — Людовик Лавінський, артист Варшавських Театрів. Сирена Рекорд (SE 9923)